# Griechisches Münzwerk
Il Griechische Münzwerk è stato un progetto di ricerca della Berlin-Brandenburgische Akademie der Wissenschaften, dedicato alla raccolta e alla pubblicazione delle monete antiche della Grecia settentrionale nel periodo tra il 550 a.C. e il 250 d.C.

## Storia
Il Griechisches Münzwerk è stato fondato nel 1880 su iniziativa dello storico Theodor Mommsen, presso l'allora Preußische Akademie der Wissenschaften. Dal 1888 avviò accordi con collaboratori volontari che si dedicavano al Corpus.
Fonti di questo lavoro sono stati gli estratti dei cataloghi e le collezioni di materiali numismatici; responsabile del progetto, su proposta di Mommsen, è stato Friedrich Imhoof-Blumer. Nel 1901 fu creato per la prima volta una posizione stabile a tempo pieno.
L'obiettivo previsto da Mommsen, la copertura di tutte le monetazioni greche, si è rapidamente dimostrato impraticabile. Pertanto, il Griechisches Münzwerk focalizzò il proprio interesse sulle province romane di Dacia, Mesia, Tracia, Macedonia e Peonia, perché su queste aree erano disponibili alcuni elenchi già pubblicati, che hanno permesso un ulteriore sviluppo. Dopo la riorganizzazione dell'Accademia Prussiana delle Scienze in Akademie der Wissenschaften der DDR (Accademia delle Scienze della Repubblica democratica tedesca), il progetto nel 1956 fu assegnato al Zentralinstitut für Alte Geschichte und Archäologie e affidato alle cure di Günther Klaffenbach e Arthur Suhle. 
Negli anni sessanta del Novecento, lavorò al progetto l'Accademia di Berlino assieme all'Accademia bulgara delle scienze e all'Accademia rumena.
Dal 1969, fino allo scioglimento dell'Accademia nel 1991, il progetto fu parte fondamentale del Zentralinstitut für Alte Geschichte und Archäologie sotto la direzione di Edith Schönert-Geiß.
Dopo lo scioglimento dell'Accademia delle scienze della RDT, la Berlin-Brandenburgische Akademie der Wissenschaften, che ne ha preso il posto, ha ereditato il progetto e nel 1992 ha aggiunto un secondo incaricato a tempo pieno.
La parte editoriale del progetto è stata conclusa il 31 dicembre 2003. L'ultima responsabile del progetto era Maria Radnoti-Alföldi, e la collaboratrice Ulrike Peter.
Attualmente è in preparazione una riproduzione delle monete in forma digitalizzata.

## Pubblicazioni
Le pubblicazioni dei volumi del Griechisches Münzwerk sono apparse inizialmente sotto il titolo Die antiken Münzen Nordgriechenlands (Le antiche monete della Grecia settentrionale). 
- Die antiken Münzen Nord-Griechenlands, Berlin, Reimer
  - Volume 1: Die antiken Münzen von Dacien und Moesien, redazione di Behrendt Pick e Kurt Regling
    - Parte 1, 1898
    - Parte 2, 1 Die Münzen von Odessos und Tomis, 1910

  - Volume 2: Die antiken Münzen von Thrakien, redazione di Friedrich Münzer e Max L. Strack
    - Parte 1,  1 Die Münzen der Thraker und der Städte Abdera, Ainos, Anchialos, redazione di Max L. Strack, 1912.

  - Volume 3: Die antiken Münzen von Makedonia und Paionia, redazione di Hugo Gaebler
    - Die makedonischen Landesmünzen (mit Einschluß Amphaxitis und Bottiaia), das Provinzialgeld (nebst Beroia) und münzähnliche Gepräge makedonischen Ursprungs, Tafel I–V, 1906
    - Tavole. I-XL, 1935

Dal 1956 il lavoro sul Corpus fu ripreso. Il titolo è diventato Griechisches Münzwerk.
- Griechisches Münzwerk, Berlino, Akademie-Verlag
  - Edith Schönert: Die Münzprägung von Perinthos, 1965
  - Edith Schönert-Geiß: Die Münzprägung von Byzantion, Teil 1 Autonome Zeit, 1970
  - Edith Schönert-Geiß: Die Münzprägung von Byzantion, Teil 2 Kaiserzeit, 1972
  - Jordanka Jurukova: Die Münzprägung von Deultum, 1973
  - Jordanka Jurukova: Die Münzprägung von Bizye, 1981
  - Edith Schönert-Geiß: Die Münzprägung von Maroneia, 1987, ISBN 3-05-000226-3
  - Edith Schönert-Geiß: Die Münzprägung von Augusta Traiana und Traianopolis, 1991, ISBN 3-05-000940-3
  - Holger Komnick: Die Münzprägung von Nicopolis ad Mestum, 2003, ISBN 3-05-003792-X
  - Sergei Kovalenko: Die spätklassische Münzprägung von Chersonesos Taurica , 2008, ISBN 978-3-05-004041-7